# 橘通
橘通（たちばなどおり）は兵庫県神戸市中央区の町名。現行行政地名は橘通一丁目から橘通四丁目。郵便番号は650-0016。

## 地理
中央区西端中央寄りに位置し、西は有馬街道が兵庫区との境を為す。住宅・商業地域。東から順に一～四丁目まである。二丁目と三丁目の間が分断されていて、ここに湊川神社（多聞通三丁目）が存在する。北西は楠町、北東は北長狭通、南東は多聞通、南西は西橘通に隣接する。

## 歴史
この町は神戸駅建設のため旧福原町、相生町などの住民の移転先として、明治4年（1871年）に神戸と兵庫の間の坂本村南部（仲町部）が市街地造成され、明治5年（1872年）に命名された。
はじめ兵庫津、明治5～7年の間兵庫1番組、明治12年（1879年）より神戸区、明治22年（1889年）より神戸市、昭和6年（1931年）より同市湊東区、昭和20年（1945年）より同市生田区、昭和55年（1980年）より同市中央区に所属。
明治5年に同時に上橘通が誕生したが現在は西上橘通（兵庫区）・橘通などに編入されている。

### 地名の由来
町名の由来は『西摂大観』によればこの近くで自刃した楠木正成が橘諸兄の子孫と伝えられ橘姓を名乗ったことから付けられたという。付近に橘という小字もあった。

### 沿革
- 明治5年（1872年）：坂本村の一部より成立。はじめ三～六丁目。
- 明治6年（1873年）：二丁目に警視庁が設けられる。その後再三改称し、明治12年（1879年）廃止。相生町に神戸署が設けられる。
- 明治7年（1874年）：坂本村・宇治野町・兵庫町の各一部を編入して一～六丁目となる。
- 明治20年（1887年）：一丁目に県立神戸医学校が移転されるがすぐに廃止。跡地に県立神戸商業高校が移転。
- 明治27年、当時八宮神社などがあり人家のなかった一丁目を二丁目とあわせて二丁目とする。
- 明治33年（1900年）：神戸商業高校が楠町七丁目に移転。
- 明治42年（1909年）：一丁目にあった八宮神社を楠町三丁目に移転させ、跡地に神戸市役所を建設。
- 昭和20年（1945年）：生田区となった際、五・六丁目は兵庫区西橘通一・二丁目となり、橘通は一～四丁目となる。神戸市役所が兵庫区松本通一丁目に移転。
- 昭和32年（1957年）：市立婦人会館開館。
- 昭和44年（1969年）：市立総合福祉センター完成。
- 昭和55年（1880年）：一部が多聞通一～五丁目となり、上橘通一～二丁目を編入。

## 人口統計
- 平成17年国勢調査（2005年10月1日現在）での世帯数199、人口358、うち男性158人、女性200人[2]。
- 昭和63年（1988年）の世帯数179・人口421[3]。
- 昭和35年（1960年）の世帯数321・人口1,112[3]。
- 大正9年（1920年）の世帯数720・人口3,493[3]。
- 明治25年（1892年）の戸数777・人口3,395[4][3]。

## 施設
一丁目
- 兵庫県弁護士会館
- 神戸法務総合庁舎

二丁目
- 神戸地方裁判所
- 生長の家兵庫県教化部

三丁目
- 市立総合福祉センター（市立たちばな児童館・たちばな保育所・市立婦人会館・市立生活情報センター）
- 神戸文化ホール・練習場

四丁目
- 神戸市医師会館本館
- 本門仏立宗教法寺